# تپه کلاتک بخشان
تپه کلاتک بخشان مربوط به هزاره ۱ تا قرون‌اولیه دوران‌های تاریخی پس از اسلام است و در شهرستان سراوان، ۲ کیلومتری جاده سراوان به خاش واقع شده و این اثر در تاریخ ۱ اردیبهشت ۱۳۴۵ با شمارهٔ ثبت ۵۴۹ به‌عنوان یکی از آثار ملی ایران به ثبت رسیده است.